# Лазарєвське міське поселення
Ла́зарєвське міське поселення (рос. Лазаревское городское поселение) — міське поселення у складі Ніколаєвського району Хабаровського краю Росії.
Адміністративний центр та єдиний населений пункт — селище міського типу Лазарєв.

## Населення
Населення сільського поселення становить 976 осіб (2019; 1308 у 2010, 1964 у 2002).